# Wolf Strache
Wolf Strache, eigentlich Dr. Wolfgang Strache (*  5. Oktober 1910 in Greifswald; † 11. August 2001 in Stuttgart) war ein deutscher Fotograf, Fotojournalist und Verleger.

## Leben

### Zeit des Nationalsozialismus
Strache studierte an der Universität München Volkswirtschaftslehre und promovierte zum Dr. rer. pol. In die NSDAP trat er 1933 mit der Mitgliedsnummer 1.665.722 ein. Von 1934 an arbeitete er als Bildjournalist vor allem zu rüstungstechnischen Themen und publizierte dazu ab  1936 in einem eigenen Verlag.
Für die 1938/39 erscheinende Zeitschrift Der Stern lieferte er durchgängig Fotoreportagen, etwa den Theaterbericht „Nur für Erwachsene“ schon in  der Startausgabe der Zeitschrift im September 1938. Im Zweiten Weltkrieg diente Strache als Bildberichter bei der Propagandakompanie zur besonderen Verwendung beim Oberkommando der Luftwaffe. Daneben verlegte er Bücher, die sich mit dem Projekt Reichsautobahn befassten und asphaltierte Straßen mit großformatigen Bildformen als Symbole der progressiven Moderne in Szene setzten.
Straches bekanntestes Foto entstand nach dem Bombenangriff auf Berlin am 22. November 1943. Es zeigt eine Frau, die mit einer Gasmaske auf dem Gesicht einen Kinderwagen durch eine Ruinenlandschaft schiebt; eine Abbildung, die nach dem Krieg zu einer „Ikone des Bombenkriegs“ stilisiert wurde.

### Nach 1945
Nach 1945 führte Strache seine Doppeltätigkeit als Fotograf und Verleger weiter, vor allem mit Reisebänden und Lehrbüchern für Fotografen. Im Jahr 1948 erklärte er, seine Fotos zu Rüstungstechnologie und Autobahnprojekten vor 1945 hätten das einzig Moderne im NS-Staat präsentiert und dies sei eben die Kriegstechnologie gewesen.
Ab 1951  produzierte Strache in seinem eigenen Verlag Die schönen Bücher, dem 1953 der ergänzende Verlagsname Drei Brunnen Verlag Stuttgart beigegeben wurde, eine Buch-Reihe mit dem Titel „Die schönen Bücher“ über Landschaften, Kunst und Natur, insgesamt ca. 90 Bände. Von 1955 bis 1979 erschien das auch von Strache herausgegebene Jahrbuch „Das deutsche Lichtbild – Jahresschau der deutschen Fotografie“.
Am 18. Januar 1969, um 17.30 Uhr, kam es nach 9 Jahren der Vorbereitung in Walter E. Lautenbacher’s privaten Wohnung in der Marienstrasse 3A in Stuttgart zur Gründung des Bundes Freischaffender Fotografen (BFF). Die beteiligten sechs Personen waren Walter E. Lautenbacher als Gründungsvorstandssprecher sowie Franz Lazi und Ludwig Windstosser als Gründungsvorstandsmitglieder. Des Weiteren waren die Fotografen Robert Häusser, Willi Moegle und Dr. Wolfgang Strache als Gründungsmitglieder beteiligt.
1979 wurde Strache der Kulturpreis der Deutschen Gesellschaft für Photographie verliehen.

## Publikationen (Auswahl)
- Meistbegünstigungsklausel und Regionalabkommen in den südosteuropäischen Staaten. Diss. München 1935.
- Das Weserbuch - mit 147 Leica-Aufnahmen. Verlagshaus Bong, Berlin/Leipzig 1935.
- (Bildautor): Das Reichssportfeld. Gerhard Krause, Reichssportverlag, Berlin 1936.
- Das Moselbuch - mit 136 Leica-Aufnahmen. Geleitwort von Jakob Kneip. Verlagshaus Bong, Berlin/Leipzig, 1936.
- Kleine Liebe zu Columbus - ein Autotagebuch. Verlagshaus Bong, Leipzig 1936.
- Auf allen Autobahnen. Ein Bildbuch vom neuen Reisen. Wittich, Darmstadt 1939.
- Donnernde Motoren. Bildbuch. Der Tazzelwurm Verlag, Stuttgart 1942.
- Aesthetik der Bildgestaltung. Safari-Verlag, Berlin 1948.
- Was uns blieb. Safari-Verlag, Berlin 1948.
- Japan fernes Land. Hatje, Stuttgart 1957.
- (Mitautor): 100 Jahre Porsche im Spiegel der Zeitgeschichte. Hrsg. von der Dr.-Ing.-h. c.-F.-Porsche-AG. Konzeption u. zeitgeschichtlicher Teil: Wolf Strache. Motorgeschichtlicher. Teil: Halwart Schrader. Engl. Textfassung: The Slonigers. Stuttgart 1975.
- Fotografische Stationen. Bilder aus den Jahren 1934–1980. Drei-Brunnen-Verlag, Stuttgart 1981, ISBN 3-8717-4033-0.
- Vor Fünfzig Jahren - Bilder aus Deutschland 1932 - 1935. Verlag Hans Schöner, Königsbach-Stein 1986, ISBN 3-923765-14-2.
- Ich kam aus den zerbombten Städten. Berichte aus Deutschland 1945. Droste, Düsseldorf 1988, ISBN 3-7700-0771-9.
- Wiedersehen mit der Weser. Bilder von Wolf Strache und Alfred Rosteck, Texte von Ruth Merten. Verlag Schünemann, Bremen 1988, ISBN 3-7961-1785-6, Verlag C. W. Niemeyer, Hameln, ISBN 3-87585-112-9.
- Stuttgart mit meinen Augen. Geleitwort von Manfred Rommel. 5. Auflage, Theiss, Stuttgart 1995, ISBN 3-8062-1173-6.